# Kuvajt
Kuvajt je država u jugozapadnoj Aziji. Na istoku izlazi na Perzijski zaljev. Graniči na sjeveru s Irakom, a na jugu sa Saudijskom Arabijom. Većinu zemlje čini ravna pustinja. Službeni naziv je Država Kuvajt.

## Povijest i politika
Najpoznatiji događaj nedavne povijesti Kuvajta je sukob sa susjednim Irakom. Irak i Kuvajt bili su saveznici tijekom iračko-iranskog rata u 1980-tima, ali u kolovozu 1990. Irak je pod vodstvom Saddama Huseina napao i okupirao Kuvajt. U veljači 1991. međunarodna koalicija predvođena SAD-om oslobodila je zemlju koja je od tada jedan od glavnih saveznika Sjedinjenih Država u regiji. Tijekom američke invazije Iraka 2003. Kuvajt je bio jedina arapska država koja je javno podržala intervenciju.
U politici Kuvajta od sredine 18. stoljeća dominantnu ulogu ima obitelj al-Sabah, iz koje je i sadašnji emir. Nakon oslobođenja od iračke okupacije zemlja se donekle demokratizirala, iako je biračko pravo ograničeno na trećinu muške populacije. Kuvajt je država, ali i šeikat.

## Stanovništvo
Prema podacima iz 2013. godine u Kuvajtu živi 3.695.316 stanovnika. Od toga broje 1.403.962 (33%) je Kuvajćana i 2.291.354 (67 %) nekuvajćana. U Kuvajtu živi oko 100.000 Bidunia, osoba bez državljanstva koji su klasificirani kao ilegalni stanovnici i koji nastoje dobiti kuvajtsko državljanstvo.
Islam je najzastupljenija religija, a omjer Sunita i Šijita je otprilike 70 : 30.  Zemlja ima velike zajednice stranaca hindusa, kršćana, budista i sikha.

## Gospodarstvo
Gospodarstvom Kuvajta dominira nafta koja čini 90% vrijednosti izvoza i 50% BDP-a. Prihodi od nafte omogućili su nastanak socijalne države po europskom uzoru, ali i privukli brojne legalne i ilegalne imigrante iz širega područja. Klima Kuvajta ograničava bavljenje zemljoradnjom. Država uvozi skoro sve prehrambene proizvode, osim ribe. Oko 75 % vode se uvozi ili destilira.
Povišene cjene nafte 2005., donijele su višak državnoj kasi od 6,7 milijardi kuvajtskih dinara. Kuvajt nastavlja pregovore sa stranim naftnim kompanijama o iskorištavanju nafte u sjevernim dijelovima zemlje.

## Zemljopis
Kuvajt se nalazi u jugozapadnoj Aziji, između Perzijskog zaljeva na istoku i Iraka i Saudijske Arabije na zapadu. Ima 195 km dugu obalu u Perzijskom zaljevu. Unutar svog teritorija ima devet otoka, od kojih su dva, Bubijan (najveći) i Warbah nenaseljeni. Na jugu i zapadu, Kuvajt dijeli granicu od 250 km sa Saudijskom Arabijom, dok je granica s Irakom predmet spora.

## Administrativna podjela
Kuvajt je podijeljen na šest muhafaza:
- Hawalli
- Al Asimah
- Al Farwaniyah
- Al Jahra
- Al Ahmadi
- Mubarak Al-Kabeer

## Vanjske poveznice
Sestrinski projekti
|  | Zajednički poslužitelj ima stranicu o temi Kuvajt    |
|  | Zajednički poslužitelj ima još gradiva o temi Kuvajt |
|  | Wječnik ima rječničku natuknicu Kuvajt               |